# فول ريفر (ماساتشوستس)
فول ريفر (بالإنجليزية: Fall River, Massachusetts)‏ وهي مدينة تقع في ولاية ماساتشوستس في الولايات المتحدة يبلغ عدد سكانها 88 ألف نسمة حيب إحصاء سنة 2010 وتعتبر عاشر أكبر مدينة في الولاية وتبلغ مساحة المدينة 104 كلم مربع، تم بناء المدينة في سنة 1670 وتعتبر من أقدم المدن في الولاية.

## التركيبة السكانية
حدّد مكتب تعداد الولايات المتحدة بيانات التركيبة السكانية لفول ريفر في تعداد الولايات المتحدة. في ما يلي، التركيبة السكانية حسب تعدادي 2000 و2010.

### تعداد عام 2000
بلغ عدد سكان فول ريفر 91,938 نسمة بحسب تعداد عام 2000، وبلغ عدد الأسر 38,759 أسرة وعدد العائلات 23,558 عائلة مقيمة في المدينة. في حين سجلت الكثافة السكانية 882.4 نسمة لكل كيلومتر مربع (2,285.4/ميل2). وبلغ عدد الوحدات السكنية 41,857 وحدة بمتوسط كثافة قدره 401.7 لكل كيلومتر مربع (1,040.4/ميل2).
وتوزع التركيب العرقي للمدينة بنسبة 91.16% من البيض و2.48% من الأمريكيين الأفارقة و0.19% من الأمريكيين الأصليين و2.16% من الأمريكيين ذوي الأصول الآسيوية و0.03% من سكان جزر المحيط الهادئ و1.43% من الأعراق الأخرى و2.55% من عرقين مختلطين أو أكثر و3.31% من الهسبانيون أو اللاتينيون من أي عرق.
بلغ عدد الأسر 38,759 أسرة كانت نسبة 32.2% منها لديها أطفال تحت سن الثامنة عشر تعيش معهم، وبلغت نسبة الأزواج القاطنين مع بعضهم البعض 40.3% من أصل المجموع الكلي للأسر، ونسبة 16.5% من الأسر كان لديها معيلات من الإناث دون وجود شريك، بينما كانت نسبة 4% من الأسر لديها معيلون من الذكور دون وجود شريكة وكانت نسبة 39.2% من غير العائلات. تألفت نسبة 34.2% من أصل جميع الأسر من عدة أفراد يعيشون في نفس المنزل ونسبة 14.2% كانت تتألف من شخص يعيش بمفرده يبلغ من العمر 65 عاماً أو أكثر. وبلغ متوسط حجم الأسرة المعيشية 2.32، أما متوسط حجم العائلات فبلغ 3.00.
بلغ العمر الوسطي للسكان 35.7 عاماً. وكانت نسبة 23.9% من القاطنين تحت سن الثامنة عشر، وكانت نسبة 9.1% بين الثامنة عشر والرابعة والعشرين عاماً، ونسبة 29.6% كانت واقعةً في الفئة العمرية ما بين الخامسة والعشرين والرابعة والأربعين عاماً، ونسبة 19.8% كانت ما بين الخامسة والأربعين والرابعة والستين، ونسبة 15.4% كانت ضمن فئة الخامسة والستين عاماً فما فوق. يوجد لكل 100 أنثى 88.7 ذكر، ويوجد لكل 100 أنثى في الثامنة عشر من عمرها فما فوق 84.2 ذكر.
بلغ متوسط دخل الأسرة في المدينة 31,781 دولارًا، أما متوسط دخل العائلة فبلغ 42,258 دولارًا. وكان متوسط دخل الذكور 33,995 دولارًا مقابل 24,830 دولارًا للإناث. وسجل دخل الفرد الخاص بالمدينة 17,765 دولارًا. وكانت نسبة 11.6% من العائلات ونسبة 15.1% من السكان تحت خط الفقر، وكان من هؤلاء نسبة 21.3% تحت سن الثامنة عشر ونسبة 17.6% في الخامسة والستين من العمر وما فوق.

### تعداد عام 2010
بلغ عدد سكان فول ريفر 88,857 نسمة بحسب تعداد عام 2010، وبلغ عدد الأسر 38,457 أسرة وعدد العائلات 22,391 عائلة مقيمة في المدينة. في حين سجلت الكثافة السكانية 852.8 نسمة لكل كيلومتر مربع (2,208.7/ميل2). وبلغ عدد الوحدات السكنية 42,750 وحدة بمتوسط كثافة قدره 410.3 لكل كيلومتر مربع (1,062.7/ميل2).
وتوزع التركيب العرقي للمدينة بنسبة 87.05% من البيض و3.90% من الأمريكيين الأفارقة و0.28% من الأمريكيين الأصليين و2.56% من الأمريكيين ذوي الأصول الآسيوية و0.03% من سكان جزر المحيط الهادئ و3.38% من الأعراق الأخرى و2.80% من عرقين مختلطين أو أكثر و7.38% من الهسبانيون أو اللاتينيون من أي عرق.
بلغ عدد الأسر 38,457 أسرة كانت نسبة 29.4% منها لديها أطفال تحت سن الثامنة عشر تعيش معهم، وبلغت نسبة الأزواج القاطنين مع بعضهم البعض 34.7% من أصل المجموع الكلي للأسر، ونسبة 18% من الأسر كان لديها معيلات من الإناث دون وجود شريك، بينما كانت نسبة 5.5% من الأسر لديها معيلون من الذكور دون وجود شريكة وكانت نسبة 41.8% من غير العائلات. تألفت نسبة 34.9% من أصل جميع الأسر من عدة أفراد يعيشون في نفس المنزل ونسبة 12.4% كانت تتألف من شخص يعيش بمفرده يبلغ من العمر 65 عاماً أو أكثر. وبلغ متوسط حجم الأسرة المعيشية 2.27، أما متوسط حجم العائلات فبلغ 2.93.
بلغ العمر الوسطي للسكان 38.0 عاماً. وكانت نسبة 21.5% من القاطنين تحت سن الثامنة عشر، وكانت نسبة 9.7% بين الثامنة عشر والرابعة والعشرين عاماً، ونسبة 28.5% كانت واقعةً في الفئة العمرية ما بين الخامسة والعشرين والرابعة والأربعين عاماً، ونسبة 25.2% كانت ما بين الخامسة والأربعين والرابعة والستين، ونسبة 15.1% كانت ضمن فئة الخامسة والستين عاماً فما فوق. وتوزع التركيب الجنسي للسكان بنسبة 47.5% ذكور و52.5% إناث.

## توأمة
لفول ريفر (ماساتشوستس) اتفاقيات توأمة مع كل من:
- Vila Franca do Campo [الإنجليزية]‏
- Povoação, Azores [الإنجليزية]‏
- بونتا ديلغادا

## معرض صور

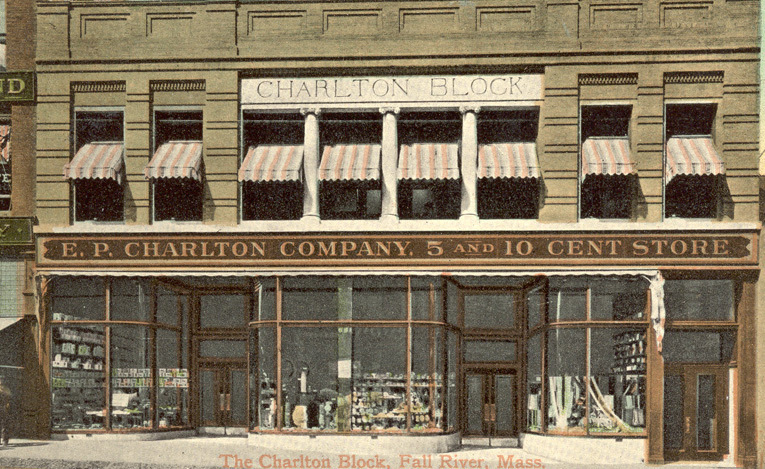
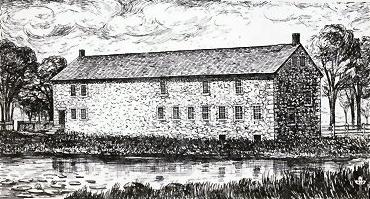
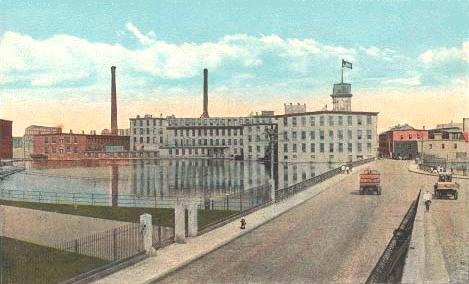
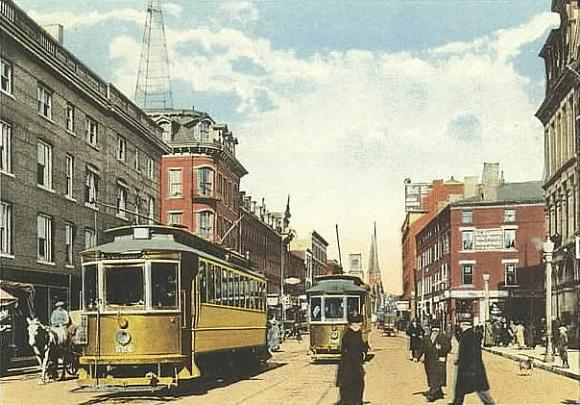

## أعلام
- ناثانيل ب بوردن
- فرانك فينلي
- إرنست مونيز
- مانويل مارتن
- جون سوزا
- وليام بورتر
- ليزي بوردن
- ألفان غراهام كلارك
- جو فيريرا
- بيرت باتينود